# Agri Kirke

Agri Kirke er en middelalderkirke fra 1200-tallet med hvælvinger fra 1300-tallet. Kirken ligger 100 meter over havets overflade, i udkanten af Mols Bjerge.
Før våbenhuset blev taget i brug, var indgangen til kirke igennem tårnet. et sengotisk tårn med svajet blytækket pyramidetag. Skibet har tre krydshvælv og koret et, dette giver kirkerummet en særlig fin akustik. Døbefonten er romansk med tovstav på kanten. Prædikestolen er skåret af en lokal, Peder Iensøn, i 1869, og har samme snoede søjler som epitafiet i modsatte side af skibet.

## Galleri
| - Skibet - Skib set mod alteret - Kirkens orgel fra 1981 bygget af Bruno Christensen. det har otte stemmer fordelt over to manaler og et pedal - Alterbord, opført i munkesten. Det står lidt skævt i forhold til kirkens midte og alterskranken. |

| - Interiør - Kirkeskib skænket i 1881 af tre mænd fra sognet - Epitafiet skåret i eg over præsten Jens Pedersen Hadsteen død 1705. Øvest står han med sine to hustruer med hvem han fik tilsammen ti børn heraf var de seks tvillinger. |